# Repince
Repince (izvirno srbsko Репинце) je naselje v Srbiji, ki upravno spada pod Občino Vladičin Han; slednja pa je del Pčinjskega upravnega okraja.
Za repince je značilen močan dialekt, ki je zmes Makedonščine in srbščine

## Demografija
V naselju živi 738 polnoletnih prebivalcev, pri čemer je njihova povprečna starost 36,3 let (35,3 pri moških in 37,4 pri ženskah). Naselje ima 292 gospodinjstev, pri čemer je povprečno število članov na gospodinjstvo 3,33.
To naselje je, glede na rezultate popisa iz leta 2002, večinoma srbsko, a v času zadnjih 3 popisov je opazen porast števila prebivalcev.
|  |

| Demografija | Demografija     | Demografija     |
| Leto        | Št. prebivalcev | Št. prebivalcev |
| ----------- | --------------- | --------------- |
|             |                 |                 |
|             |                 |                 |
|             |                 |                 |
|             |                 |                 |
| 1948        | 279             |                 |
| 1953        | 276             |                 |
| 1961        | 281             |                 |
| 1971        | 412             |                 |
| 1981        | 625             |                 |
| 1991        | 790             | 790             |
| 2002        | 985             | 972             |
|             |                 |                 |

| Etnična sestava po popisu iz leta 2002 | Etnična sestava po popisu iz leta 2002 | Etnična sestava po popisu iz leta 2002 | Etnična sestava po popisu iz leta 2002 | Etnična sestava po popisu iz leta 2002 |
| -------------------------------------- | -------------------------------------- | -------------------------------------- | -------------------------------------- | -------------------------------------- |
| Srbi                                   | Srbi                                   |                                        | 956                                    | 98,35%                                 |
| Romi                                   | Romi                                   |                                        | 4                                      | 0,41%                                  |
| Makedonci                              | Makedonci                              |                                        | 1                                      | 0,10%                                  |
| Jugoslovani                            | Jugoslovani                            |                                        | 1                                      | 0,10%                                  |
| Neznano                                | Neznano                                |                                        | 0                                      | 0,0%                                   |